# Großer Winkelkogel
Il monte Großer Winkelkogel si trova a 1.957 m sopra il livello del mare nella parte stiriana dell'altopiano del Mitteralm.

## Altopiano del Mitteralm
Il Mitteralm è un altopiano carsico a circa cinque chilometri a sud-est dell'Hochschwab, da cui il gruppo prende il nome. L'altopiano ha pianta approssimativamente triangolare con una lunghezza del bordo di circa 2 km sul lato ovest, 3 km sul lato nord e 4 km sul lato sud-est. Cade molto ripidamente fino a verticalmente quasi ovunque. A ovest, sotto l'altopiano, si trova il Fölzalm, una conca a circa 1.500 metri sul livello del mare che degrada a sud in una valle chiamata Fölzboden o Fölzklamm. All'estremità settentrionale della Fölzalm, sotto l'angolo nord-occidentale dell'altopiano della Mitteralm, il Fölzsattel (1626 m) costituisce una transizione verso il Dullwitz, una valle accidentata che confina a nord con la Mitteralm. All'estremità orientale di Dullwitz e Mitteralm si trova il villaggio di Seewiesen . Sul lato sud-orientale della Mitteralm, lo Zlackensattel (ca. 1.740 m) consente un facile passaggio all'Höchstein (1.741 m) e da lì più a sud fino all'Aflenzer Bürgeralm, ben sviluppata a livello turistico. Lo Zlackensattel costituisce la fine della valle dell'Endriegelgraben, che corre sotto la parete sud-est della Mitteralm fino al cosiddetto Fölz.
Sebbene il termine “Alm” (fattoria) lo suggerisca, la Mitteralm non viene utilizzata per l’agricoltura. L'altopiano appartiene interamente al comune di Aflenz, lungo il bordo della scogliera corre il confine con i comuni di Thörl e Turnau.

## Le vette
La Mitteralm, a causa della sua forma ad altopiano, non presenta cime particolarmente pronunciate, tuttavia vengono nominate alcune cenge e altri punti che appaiono suggestivi dalla valle. Sono quindi tutti ai margini dell'altopiano. La denominazione di un'altura all'incirca al centro dell'altopiano come Irankogel (1967 m), che appare in alcune carte, sembra essere avvenuta solo pochi anni fa, [3] il nome non appare nelle carte ufficiali (GIS- Stiria , ÖK 50).
- Hofertalturm (1883 m), vetta rocciosa nella parete nord dell'altopiano
- Kampl (1990 m), la vetta più alta della Mitteralm, sul margine settentrionale.
- Torre Feistring (1826 m); Il Kleiner (1710 m) e il Großer Feistringstein (1836 m) formano l'estremità orientale dell'altopiano.
- Mitteralmkogel (1881 m), sul margine sud-orientale dell'altopiano.
- Torre Mitteralm (1709 m), angolo sud della Mitteralm, sopra il Fölzboden.
- Schartenspitze (1747 m), cresta vistosamente sporgente al passaggio tra Fölzboden e Fölzalm.
- Kleiner Winkelkogel (1918 m), elevazione sopra la Schartenspitze.
- Großer Winkelkogel (1957 m), sul margine occidentale dell'altopiano.

## Geologia e geomorfologia
Il Mitteralm è un ceppo calcareo , il calcare del Dachstein di cui è costituito è il residuo sollevato di una barriera corallina dell'antico mare Tetide . Questi altipiani sono tipici della regione dell'Hochschwab e si sono formati durante la formazione delle Alpi nel Miocene . Hanno forma solo leggermente glaciale, di solito hanno rilievi leggermente ondulati, ma ai loro bordi si rompono in aspre pareti ripide verso le valli circostanti. In questo senso la Mitteralm può essere vista come una continuazione della Karlalm verso ovest (intorno al Karlhochkogel).  Il calcare della barriera corallina del Karlhochkogel raggiunge uno spessore compreso tra 200 e 300 m, lì si sono conservati circa 50 m della laguna sovrastante, ma la massa principale è stata erosa da tempo . L'inizio della crescita della barriera corallina sul lato orientale del Karlhochkogel risale almeno al Lacium . A est/sud-est della Mitte Alpe il calcare del Dachstein si fonde con la facies del bacino del calcare dell'Aflenzer.

## Escursionismo e arrampicata
I sentieri sopra o sopra la Mitteralm sono generalmente relativamente difficili da percorrere e spesso non sono segnalati (almeno livelli di difficoltà T2 o T3 della scala escursionistica CAS). Sull'altopiano l'orientamento può essere problematico in caso di nebbia; il terreno ondulato, le formazioni carsiche e i boschi di pino mugo spesso non consentono un cammino rettilineo.
Il percorso più importante e più semplice collega lo Zlackensattel a sud-est (dalla direzione dell'Aflenzer Bürgeralm) attraverso la Mitteralm con il Fölzsattel. A tale scopo si scende lungo lo spigolo nordoccidentale della Mitteralm, che è gradinato e quindi più facile da percorrere. Presso la sella Fölzsattel questo sentiero si collega al sentiero escursionistico europeo a lunga percorrenza E6 . La Voisthaler Hütte si trova a circa un chilometro a ovest del Fölzsattel ; il tempo di percorrenza dalla Aflenzer Bürgeralm è di circa quattro ore. Da Fölzboden a sud (Gasthof Schwabenbartl) si raggiunge la Fölzalm (Grasserhütte) in 2 - 2,5 ore. Dalla Fölzalm si può scegliere il sentiero descritto passando per la sella Fölzsattel sull'angolo nord-ovest fino all'altopiano oppure il sentiero diretto ma impegnativo dalla Fölzalm attraverso la cosiddetta Ertlschlucht alla Mitteralm. Un sentiero molto difficile con diversi passaggi di arrampicata conduce dalla direzione del Seewiesen attraverso lo spigolo nord-est (Feistringstein, Feistringturm) fino all'altopiano.  Il sentiero dal Gasthof Schwabenbartl attraverso l'Endriegelgraben fino allo Zlackensattel non è altrettanto difficile, ma in alcuni tratti è difficile da trovare e talvolta è molto ripido.
Oltre alle escursioni in montagna , le ripide pareti della Mitteralm offrono molto potenziale per l'arrampicata libera . Vie impegnative fino al grado VI+ più alto della scala di difficoltà UIAA allo Schartenspitze, Winkelkogel e Hofertalturm furono salite per la prima volta da Fritz Sikorovsky negli anni '30 .